# La Llosa de Ranes
Pour les articles homonymes, voir Llosa.
Pour la commune de la province de Castellón, voir La Llosa.
La Llosa de Ranes, en valencien et officiellement, (Llosa de Ranes en castillan), est une commune d'Espagne de la province de Valence dans la Communauté valencienne. Elle est située dans la comarque de la Costera et dans la zone à prédominance linguistique valencienne.

## Géographie

Localisation de La Llosa de Ranes
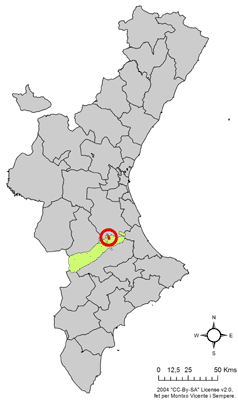
dans la Communauté valencienne.
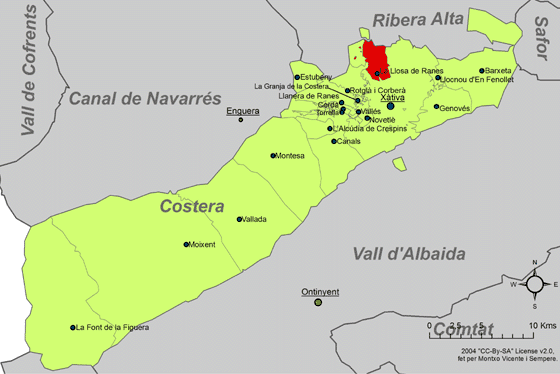
dans la comarque de la Costera.

### Localités limitrophes
Le territoire communal de Llosa de Ranes est voisin de celui des communes suivantes :
Alcàntera de Xúquer, Beneixida, Rotglà i Corberà, Villanueva de Castellón et Xàtiva, toutes situées dans la province de Valence.

## Histoire
À l'origine, il s'agissait d'un lieu de divertissement à l'époque musulmane, avec mosquée et bains publics. Après la reconquête, Jacques Ier d'Aragon distribua ces terres, la localité actuelle fut fondée et prit le nom d'un de ses seigneurs Lloesa. En 1520 Juan Sanz de la Llosa vendit la seigneurie à plusieurs résidents de Xàtiva et de Llosa elle-même.
La localité fut habitée par des morisques et fut presque entièrement dépeuplée en 1609 lors de l'expulsion de ces derniers. Elle fut repeuplée par des vieux chrétiens et en 1646 elle comptait 23 foyers (100 personnes). À la fin du XVIIIe siècle, elle comptait déjà 291 foyers et plus de 1000 habitants, sa population doublant au xixe siècle (2024 habitants en 1897).

## Démographie
| 1990  | 1992  | 1994  | 1996  | 1998  | 2000  | 2002  | 2004  | 2005  |
| ----- | ----- | ----- | ----- | ----- | ----- | ----- | ----- | ----- |
| 3.607 | 3.589 | 3.644 | 3.640 | 3.686 | 3.622 | 3.694 | 3.725 | 3.712 |

## Administration
Liste des maires, depuis les premières élections démocratiques.
| Législature | Nom du Maire                        | Parti politique                   |
| ----------- | ----------------------------------- | --------------------------------- |
| 1979-1983   | Salvador Delgado de Molina Casanova | AIV, (Agrup.Independ. valenciana) |
| 1983-1987   | Salvador Delgado de Molina Casanova | AP-PDP-UL-UV                      |
| 1987-1991   | Salvador Delgado de Molina Casanova | UV                                |
| 1991-1995   | Antonio Sanfélix Juan               | BI, (Bloque Independiente)        |
| 1995-1999   | Antonio Sanfélix Juan               | PP                                |
| 1999-2003   | Ramón Climent López                 | PSPV-PSOE                         |
| 2003-2007   | Evarist Aznar Teruel                | PP                                |

## Économie
Les principales cultures sont le raisin de table, le tabac et les agrumes.

### Sources
- (es) Cet article est partiellement ou en totalité issu de l’article de Wikipédia en espagnol intitulé « Llosa de Ranes » (voir la liste des auteurs).
- (es) Varaciones de los municipios de España desde 1842, Ministerio de administraciones públicas, octobre 2008, 364 p. (lire en ligne) [PDF]